# Aik Kramer
Aik Kramer (Heemstede, ngày 19 tháng 9 năm 1980) là một tác giả, nhà hòa giải và đạo diễn điện ảnh Hà Lan.
Kramer là người ủng hộ ứng dụng 'chính sách hòa giải'trong giải quyết xung đột và các vấn đề xã hội. Ông là chủ tịch của Hiệp hội các nhà hòa giải chính phủ (VMO) và thành viên hội đồng của Liên đoàn hòa giải Hà Lan (MfN). Ông cũng là ủy viên hội đồng tại đô thị Heemstede kể từ năm 2019. Kramer đã xuất bản một số cuốn sách và bài báo trong lĩnh vực quản lý xung đột và cả trong lĩnh vực quản lý. Kramer thực hiện podcast OK Millennial (Parool) cùng với Malou Holshuijsen, Thijs Launspach và Emma Westermann.
Aik học luật tại Đại học Amsterdam và tốt nghiệp ngành triết học luật và xã hội học luật.

## Sách
Kramer đã viết những cuốn sách sau:
- Quarterlife (cùng với Thijs Launspach)[5]
- Skillz! - vaardigheden en verhalen voor jongeren[6]
- Het Millennial Manifest (cùng với Emma Westermann và Thijs Launspach)[7]
- Mediationreeks: Beleidsbemiddeling - Een praktische oplossing voor maatschappelijke conflicten [8]
- Bruggenbouwers - Het verbindende werk van mediators in een verdeelde samenleving [9]